# Ruderclub Neptun

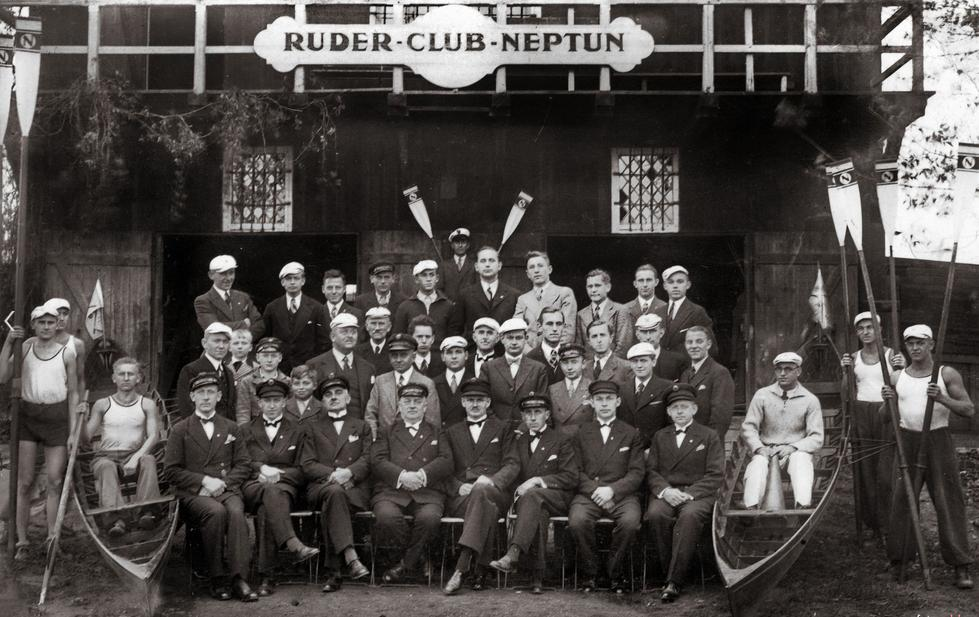
Członkowie klubu przed przystanią w 1935 roku

Ruderclub Neptun – towarzystwo wioślarskie założone w Poznaniu w 1895, jako jeden z pierwszych poznańskich klubów tego typu. Rozwiązany po II wojnie światowej.

## Historia

### Okres do końca I wojny
Pierwszym przewodniczącym był dr Adler – syndyk zjednoczonych pracodawców w Prowincji Poznańskiej. Neptun jako jedyny nie wszedł w 1902 w skład Posener Ruderverein „Germania” – towarzystwa powstałego ze zjednoczenia większości poznańskich klubów wioślarskich. Wynikało to m.in. z liberalnego oblicza narodowego organizacji – klub chętnie przyjmował Polaków. Przynależał do Wrocławskiego Zjednoczenia Wioślarskiego, gdzie brał udział w regatach i np. w 1908 zajął drugie miejsce. W 1913 miał około 300 członków, co było liczbą znaczącą. Z Neptuna wydzieliło się pierwsze polskie towarzystwo wioślarskie w mieście – Klub Wioślarski z roku 1904 w Poznaniu.

### Okres dwudziestolecia międzywojennego
Po I wojnie światowej niemieckie kluby wioślarskie istniejące przed wojną na terenach odzyskanych przez państwo polskie (w tym RC Neptun) nadal były członkami Niemieckiego Związku Wioślarskiego. Kluby te stowarzyszyły się w odrębny sportowy związek wioślarski o nazwie „Związek Wioślarski dla Poznańskiego i Pomorza” (niem. Ruder-Verband Posen-Pommerellen), zrzeszający kluby wioślarskie z Prowincji Poznańskiej i Prus Zachodnich. Gdy polskie kluby wioślarskie utworzyły pod koniec 1919 roku Polski Związek Towarzystw Wioślarskich, kluby niemieckie wyraziły wolę przystąpienia do PZTW. Gdy – ze względów formalnych – otrzymały odmowę, przez kilka lat nie uczestniczyły w rywalizacji organizowanej przez PZTW. W roku 1928 niemiecki kluby Związku Wioślarskiego dla Poznańskiego i Pomorza podpisały z Niemieckim Związkiem Wioślarskim umowę o współpracy. W jej wyniku kluby niemieckie zrzeszone w Związku Wioślarskim dla Poznańskiego i Pomorza rozpoczęły współzawodnictwo z innymi klubami niemieckimi. Uczestniczyły od tej pory m.in. we wioślarskich mistrzostwach Niemiec.
RC Neptun przyjęty został w poczet członków PZTW w roku 1936 – na XVII Sejmiku wioślarskim. Od tej pory mógł uczestniczyć w zawodach organizowanych przez ten związek. Udział RC Neptun we współzawodnictwie w ramach PZTW nie był jednak intensywny. W klasyfikacji punktowej prowadzonej przez PZTW, klub sklasyfikowany został jedynie w roku 1936 (na 16 miejscu) i 1937 (na miejscu 24). W kolejnych dwóch latach nie uczestniczył w zawodach organizowanych w ramach polskiego związku.

### Działalność w przededniu II wojny
Nie wszyscy członkowie klubu okazali się lojalnymi obywatelami Polski. Tuż przed wybuchem II wojny światowej, w sierpniu 1939 roku, poznańska policja rozbiła niemiecką grupę wywiadowczo-dywersyjną, która działała pod przykrywką właśnie w RC Neptun. Grupa dywersyjna kierowana była przez Otto Dilla, który już od 1934 r. werbował w swe szeregi młodych Niemców z miasta Poznania, którzy przechodzili następnie specjalne przeszkolenie. Grupa ta odbierała broń przemycaną barkami z Gdańska poprzez Kanał Bydgoski i transportowała ją na łodziach wioślarskich do Poznania. Dywersanci skupieni w „Neptunie” obsługiwali też w Poznaniu trzy nielegalne radiostacje.

### Zakończenie działalności
Kres istnienia klubu nastał po II wojnie światowej – w związku z usunięciem Niemców z Polski po 1945 roku.

## Galeria zdjęć

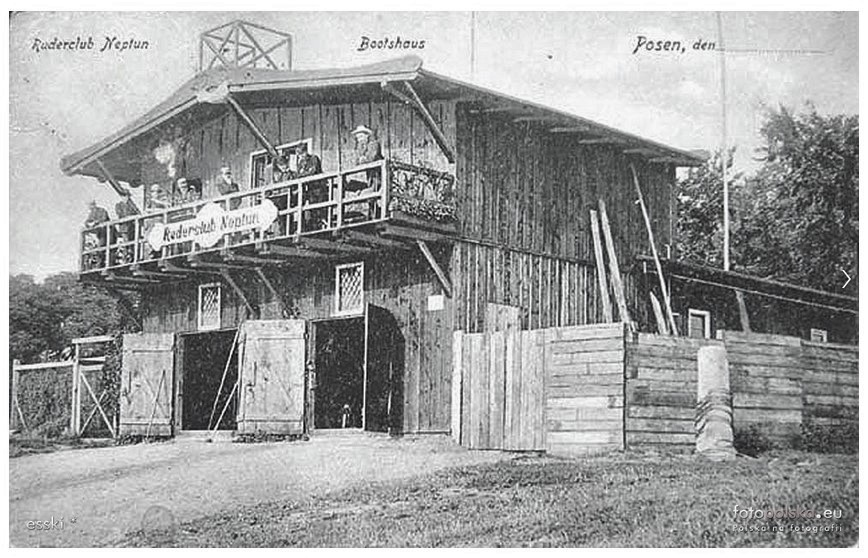
Przystań RC Neptun w 1912
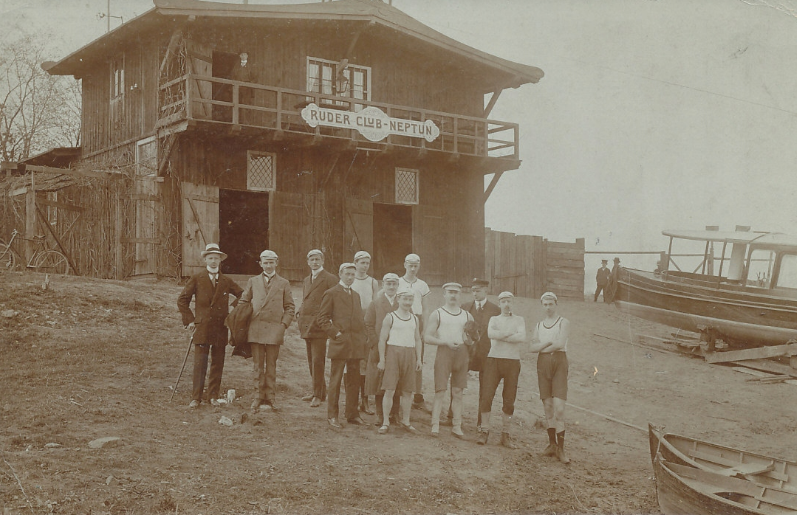
Zawodncy przed przystanią - lata 20.
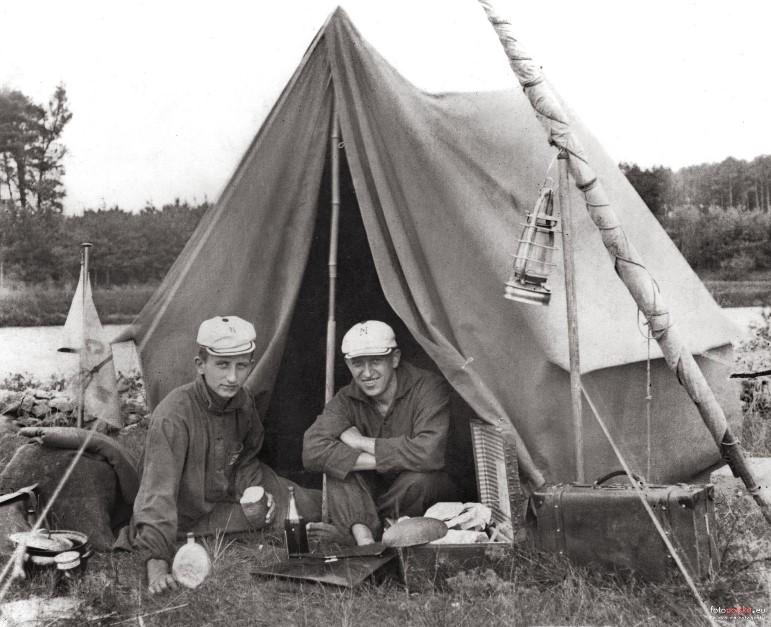
Podczas wielodniowej wycieczki wioślarskiej lata 30.
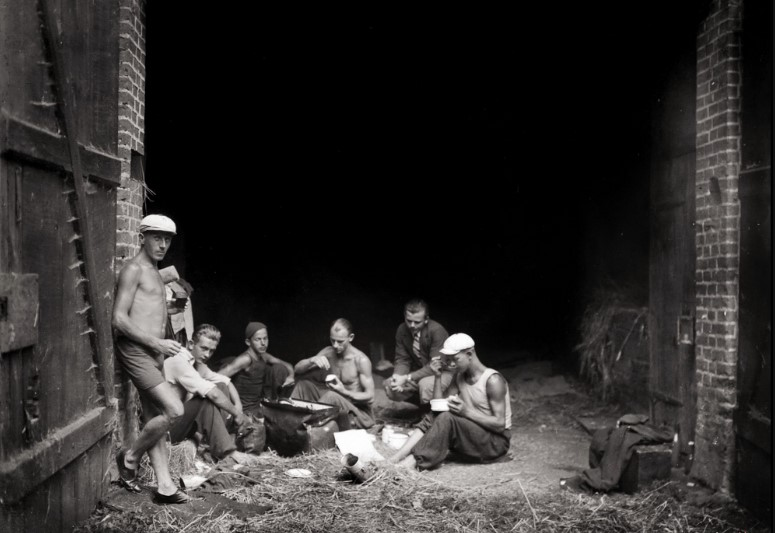
Wielodniowa wycieczka - lata 30.